# Sabine Meyer
Sabine Meyer (født 30. marts 1959 i Crailsheim) er en tysk klarinettist, der optræder internationalt som solist.

## Uddannelse og karriere
Sabine Meyer fik sin uddannelse som klarinettist ved Hochschule für Musik und Darstellende Kunst Stuttgart (de) hos Otto Hermann og derefter ved Hochschule für Musik, Theater und Medien Hannover (de) hos Hans Deinzer (de), som også Martin Fröst senere tog lektioner med.
Efter at have arbejdet i kort tid i Symphonieorchester des Bayerischen Rundfunks (de) blev Sabine Meyer i 1983 en af de første kvinder hos Berliner Philharmonikerne, men opgav sin position som soloklarinettist på grund af uoverensstemmelser mellem orkestret og dirigenten Herbert von Karajan. Hun optrådte derefter i stigende grad som solist.
Fra 1993 til oktober 2022 var hun professor i klarinet og kammermusik ved  Musikhochschule Lübeck (de). I 1994 arbejdede hun sammen med jazz-klarinettist Eddie Daniels (en) og arrangør og komponist Torrie Zito (en) ("Blues for Sabine"). Nogle af hendes studerende er nu også solister, for eksempel de israelske klarinettister Shirley Brill (en) , den belgiske klarinettist Annelien Van Wauwe (en), den tyske klarinettist Sebastian Manz (de), den japanske klarinettist Taira Kaneko og den sydkoreanske klarinettist Han Kim.
Sabine Meyer har optrådt med mere end 300 orkestre over hele verden, inklusive mange top internationale orkestre. Radio- og tv-optrædener har også ført hende til alle kontinenter. Hun var og er også aktiv inden for kammermusik med kunstnere som Heinrich Schiff (de), Gidon Kremer, Oleg Maisenberg (de), Leif Ove Andsnes, Fazil Say, Martin Helmchen (de), Juliane Banse (en), Hagen-kvartetten, Tokyo-strygekvartetten (de) og Modigliani-kvartetten. Baseret på skemaet på hendes hjemmeside kan det antages, at kunstneren optræder omkring 60 gange om året.
I 1983 grundlagde hun Trio di Clarone med sin mand og sin bror Wolfgang Meyer (de), som døde i marts 2019, med besætningen klarinet, bassethorn og basklarinet, hvor klarinet og bassethorn blev spillet af alle, basklarinet kun af Reiner Wehle. Derved kunne de også spille værker for tre bassethorn.
Sabine Meyers repertoire inkluderer værker fra præklassisk, klassisk og romantisk såvel som moderne musik. Værker af komponisterne Jean Françaix, Edison Denissov, Harald Genzmer, Toshio Hosokawa (en), Niccolo Castiglioni, Manfred Trojahn (de), Aribert Reimann (de), Peter Eötvös og Oscar Bianchi blev dedikeret til hende.
Sabine Meyer er en af de internationalt mest kendte instrumentalister i dag.

## Instrumenter
Sabine Meyer spiller klarinetter og bassetklarinetter i B og A og et bassethorn i F, alle lavet af grenadilla af Herbert Wurlitzer (de) og klarinetter i B og A lavet af buksbom af Schwenk & Seggelke (nu: Seggelke Klarinetten), som hun hovedsageligt bruger til kammermusik. I 1984 bestilte hun hos Herbert Wurlitzer en bassetklarinet (i A), ikke en historisk kopi, men et moderne instrument, der indtil da kun var bygget få af. Den er 18 cm længere end en normal klarinet for at kunne spille de nederste toner C til Eb, ellers uden for rækkevidde. Mozart havde komponeret sin kvintet for klarinet og strygekvartetten og sin koncert for klarinet og orkester til netop en sådan klarinet.
Siden da har Meyer spillet Mozart-koncerter med denne klarinet i en rekonstrueret version med undertiden lavere toner, og lejlighedsvis også Mozart-kvintetten. Andre solister er fulgt efter. Man bruger enten en kopi af et historisk instrument eller en moderne bassetklarinet, som afbildet til venstre på partituret til Mozart-koncerten.

## Optagelser
Siden 1983 har der været en række cd-optagelser, hvoraf de fleste er listet på Sabine Meyers websted. Mange af disse optagelser (mere end 200 sæt) kan lyttes til online eller downloades som MP3-filer. Et mindre antal af disse er også tilgængelige på Spotify og Deezer. Pladeselskaber: EMI Classics, Warner Classis, Avi-Music og Deutsche Grammophon.
Der er ingen Blu-ray-indspilninger med hende og kun en DVD, Mozart Quintet med Hagen String Quartet. Kunstneren er repræsenteret på YouTube med nogle videoer og en række lydoptagelser.

## Udmærkelser
- 1996 Niedersachsen-prisen for kultur
- 1997 Medlem af Freie Akademie der Künste in Hamburg
- 2001 Brahms-prisen fra Brahms-Gesellschaft Schleswig-Holstein med base i Heide[8]
- 2004 Kunstpreis des Landes Schleswig-Holstein (Kunstpris for Schleswig-Holstein)
- 2007 Praetorius Musikpreis Niedersachsen (opkaldt efter Michael Praetorius)
- 2008 Franske ordre Chevalier des Arts et des Lettres[9]
- 2010 Verdienstorden des Landes Baden-Württemberg (Fortjenstorden for Baden-Württemberg)
- 2013 Bundesverdienstkreuz, Verdienstkreuz 1. Klasse [10]
- Forskellige ECHO Classic-priser, vinder af prisen otte gange [11]

## Personlig
Kunstneren bor sammen med sin mand i den gamle bydel i Lübeck. Hendes hobbyer er madlavning, læsning, ridning og hesteavl.